# Chelsea Grin (гурт)
Chelsea Grin — американський дезкор-гурт з Солт-Лейк-Сіті, штат Юта. Заснований у 2007 році, гурт випустив два мініальбоми та сім повноформатних альбомів. З 2018 року у складі гурту не залишилося жодного із засновників.
Chelsea Grin спочатку був заснований під назвою Ahaziah. До складу Ahaziah входили вокаліст Алекс Келер, гітарист Кріс Кілборн, басист Остін Мартікорена і соло-гітарист Майкл Стаффорд. Мартікорена познайомив Ендрю Карлстона з Chelsea Grin і допоміг переписати їхні пісні, а також створити новий матеріал, оскільки незабаром вони змінили назву на Chelsea Grin. Цей процес написання призвів до появи пісень на їхньому першому релізі, однойменному мініальбомі, який транслювався і вийшов онлайн через iTunes, а потім вийшов на CD по всьому світу 27 липня 2008 р. На початку кар'єри гурту вони випустили пісні «Crewcabanger» і «Lifeless» як сингли, обидві з яких були добре сприйняті слухачами на Myspace.
Пізніше гурт шукав третього гітариста, що призвело до залучення Дена Джонса і Девіда Флінна, після чого був записаний повноформатний альбом Desolation of Eden (2010), за яким послідував My Damnation (2011), а у 2012 році вийшов мініальбом під назвою Evolve.
У 2013 році Пабло Віверос замінив барабанщика-засновника гурту Ендрю Карлстона і почав виконувати вокальні партії, що дозволило вокалісту Келеру зосередитися виключно на скримінг-вокалі, в той час як Віверос взяв на себе середньо- і низькочастотний гроул. З того часу гурт випустив ще два повноформатні альбоми, Ashes to Ashes у 2014 році та Self Inflicted у 2016 році. Станом на 2018 рік гурт закінчив свій тривалий період з трьома гітаристами і тепер грає лише один. Того ж року вокаліст Келер покинув гурт і був замінений колишнім вокалістом Lorna Shore Томом Барбером. З цим новим складом з чотирьох осіб Chelsea Grin випустили п'ятий альбом Eternal Nightmare 13 липня 2018 року. Шостий і сьомий альбоми, Suffer in Hell та Suffer in Heaven, вийшли 11 листопада 2022 року і 17 березня 2023 року відповідно.

## Історія

### Дебютний мініальбом та підписання контракту з Artery Recordings (2009—2010)
Після випуску та успіху однойменного мініальбому у липні 2008 року, підписання контракту з лейблом Statik Factory Records та кількох невеликих успішних турів західним узбережжям, Остін Мартікорена (бас) залишив гурт з особистих причин. Гурт найняв Джейка Хармонда для тимчасової заміни на бас-гітарі, поки гурт не знайшов постійного учасника. Невдовзі після цього гурт вигнав барабанщика Ендрю Карлстона, і його місце зайняв Корі Шиллінг, а також Девіс П'ю, який зайняв місце постійного басиста. У квітні 2009 року колишній барабанщик Карлстон повернувся до гурту, замінивши Шиллінга, а гітарист і колишній учасник Кріс Кілборн покинув гурт, щоб заснувати власний лейбл Matchless Records. Незабаром після цього Джейк Хармонд знову повернувся до гурту, цього разу як запасний ритм-гітарист.
Незабаром після того, як гурт почав писати продовження однойменного мініальбому, вони вирішили піти новим шляхом і перевести Девіса П'ю з бас-гітариста на роль третього гітариста після того, як Девід Флінн приєднався до гурту в якості бас-гітариста. У червні 2009 року гурт взяв участь у невеликому тижневому турне Канадою разом із The Agonist, A Plea for Purging, Arsonists Get All the Girls і колегами по лейблу Statik Factory, Attila. Після успішного туру запасний гітарист Джейк Хармонд вирішив стати повноцінним учасником гурту, і гурт підписав контракт із представниками Artery Foundation Майком Мілфордом і Еріком Рашингом, які забронювали для Chelsea Grin студійний час для запису дебютного повноформатника Desolation of Eden на студії Lambesis у Сан-Маркосі, Каліфорнія, протягом серпня 2009 року. Продюсером альбому виступив вокаліст As I Lay Dying і засновник студії Тім Ламбезіс. За тиждень до початку запису гітариста Девіса П'ю вигнали з гурту, і він був замінений на колишнього колегу Джейка Хармонда, Дена Джонса, з іншого місцевого гурту з Солт-Лейк-Сіті, Hermione. Перебуваючи в студії, гурт уклав угоду з Artery Recordings, імпринт-лейблом, пов'язаним з The Artery Foundation і Razor & Tie.

### My DamnationіEvolve(2011—2012)
Chelsea Grin закінчили роботу над другим повноформатним альбомом в червні 2011 року, який отримав назву My Damnation. Він був випущений в наступному місяці 19 липня 2011 року. 17 квітня Artery Recordings випустили титульний трек як сингл з альбому. Пісня «All Hail The Fallen King» була записана з Філом Бозманом, вокалістом Whitechapel, до прем'єри виходу платівки.
Chelsea Grin вирушили в тур на підтримку альбому з гуртами Emmure і Attila, до того як були внесені в All Stars Tour, в якому також брали участь After the Burial, Born of Osiris і Motionless in White.
Chelsea Grin відіграли концерти на Warped Tour 2012. Після туру гурт оголосив про запис мініальбому, в який буде включено 5 пісень. У грудні цього ж року гітарист Майкл Стаффорд покинув гурт. Гітарист Born of Osiris Джейсон Річардсон не зайняв його місце до подальшого повідомлення. Стаффорд пояснив вихід тим, що не міг винести графік гастролей. Менш ніж через тиждень Річардсона вигнали з Born of Osiris і він відразу ж зайняв місце в Chelsea Grin.
Мініальбом Evolve вийшов 19 червня 2012. Artery Recordings опублікували пісню «Lilith» з мініальбому 9 травня 2012.
В кінці листопада 2012 року Пабло Віверос приєднався до Chelsea Grin в якості ударника. Протягом листопада та у грудні Chelsea Grin підтримували Motionless in White в їх турі по Північній Америці під назвою «Infamous Tour». Тур виявився дуже успішним. В січні гурт провів короткий тур по Північній Америці. Chelsea Grin виступили на Soundwave Festival в січні 2013 року, а також з ними виступили Of Mice & Men і While She Sleeps.

### Ashes to AshesіSelf Inflicted(2013—2017)
У березня 2013 гурт вирушив в тур разом з Attila, Betraying the Martyrs, Within the Ruins і Buried In Verona під час свого найбільшого туру «The Sick Tour 2». Гурт підтримав Emmure по всій Європі протягом квітня і травня 2013. Це була третя подорож гурту Європою. Chelsea Grin виступали на декількох європейських фестивалях протягом літа, в тому числі на фестивалі під відкритим небом з Parkway Drive. Вони також грали на All Stars Tour 2013 з Every Time I Die. У червні 2013 року Chelsea Grin випустили кавер на пісню «Right Now» гурту Korn.
Гурт увійшов в студію в кінці листопада 2013, після 2 років з моменту запису останнього альбому. Новий альбом отримав назву Ashes to Ashes і вийшов 8 липня 2014 року на лейблах Artery Recordings / Razor & Tie. Сингл під назвою «Letters» вийшов 17 грудня 2013. Альбом продюсували Chelsea Grin і Дієго Фаріас, гітарист гурту Volumes. Гурт також повідомив: «У альбомі міститься такий же матеріал, як в Desolation of Eden, My Damnation і Evolve». Вокаліст Алекс Келер стверджує, що лірика на Ashes to Ashes більш позитивна, ніж на інших альбомах. Алекс описує альбом як «безжально важкий, з відтінком мелодії». 12 травня 2014 виходить лірик-відео на пісню «Angels Shall Sin, Demons Shall Pray». Наступний сингл під назвою «Playing With Fire» вийшов 3 червня 2014.
21 вересня 2015 року гітарист Джейсон Річардсон покинув гурт через розбіжності в музичному стилі, а також щоб сконцентруватися на сольній кар'єрі. Його замінив Стівен Рутісхаузера, який працював з гуртом з 2014 року. 10 грудня 2015 року вийшов сингл «Skin Deep». Незабаром після випуску синглу гурт повідомив про тур, на якому будуть виконуватися композиції в основному з дебютного альбому Desolation of Eden. Після завершення туру 4 травня 2016 року вийшов сингл «Clickbait», а також представлені обкладинка і список композицій нового альбому. 16 червня 2016 року вийшов сингл «Broken Bonds», а також кліп на нього. Четвертий альбом, який отримав назву Self Inflicted, вийшов 1 липня 2016 року на лейблі Rise Records.

### Зміни у складі іEternal Nightmare(2018—2022)
16 січня 2018 року гурт оголосив, що увійшов до студії, щоб розпочати запис нового альбому з продюсером Дрю Фулком, а також з гітаристом Emmure Джошем Тревісом у якості співпродюсера.
На початку 2018 року Chelsea Grin повинні були завершити північноамериканське турне «Graveyard Shift» разом із Motionless in White і Every Time I Die, проте були змушені відмовитися через погіршення стану здоров'я вокаліста Алекса Келера. Приблизно у цей же час було підтверджено, що гітарист Ден Джонс також покинув гурт через зарахування на медичний факультет Університету Юти. Ден Джонс не виступав із гуртом з моменту свого останнього туру з гуртом на Warped Tour 2016.
1 березня 2018 року гітарист Джейк Хармонд підтвердив у Твіттері, що він більше не буде частиною гурту. У наступному твіті Хармонд вказав на сімейні причини свого виходу.
Chelsea Grin оголосили, що їхній п'ятий повноформатний альбом, Eternal Nightmare, був офіційно завершений наприкінці березня 2018 року. Вони заявили, що цей альбом «без жодних сумнівів, наша найжорстокіша, найтемніша, найважча, найзліша та найщиріша творчість на сьогоднішній день». Однак після цієї заяви через місяць (27 квітня 2018 року) гурт оголосив, що вокаліст Алекс Келер більше не є учасником гурту через його боротьбу з алкоголізмом і проблеми з психічним здоров'ям. Вищезгадана заява могла б означати, що альбом був записаний і завершений з Келером на вокалі через порядок, в якому вони були оголошені, однак пізніше було підтверджено, що це не так, оскільки його вже замінили, випустивши відеокліп на нову пісню під назвою «Dead Rose», в якій новим вокалістом став Том Барбер з Lorna Shore. Альбом вийшов 13 липня 2018 року.
24 липня 2020 року Chelsea Grin випустили нову пісню під назвою «Bleeding Sun». 13 листопада гурт випустив пісню під назвою «Blind Kings».

### Suffer in HellтаSuffer in Heaven(2022— дотепер)
У серпні 2022 року гурт повідомив, що барабанщик Пабло Віверос (який був у перерві з 2021 року) під час простою через пандемію COVID-19 взяв на себе зобов'язання виступати та гастролювати з іншим виконавцем. Вони повідомили, що він все ще залишається учасником гурту, але продовжуватиме брати перерву в роботі, щоб виконати свої зобов'язання. Приблизно в той самий час гурт оголосив, що випустить подвійний альбом, який буде розділений на два окремі релізи. Перший альбом, Suffer in Hell, вийшов 11 листопада, тоді як другий альбом, Suffer in Heaven, вийшов 17 березня 2023 року. Перша частина, Suffer in Hell, отримала схвальні відгуки критиків, а видання Boolin Tunes назвало його «абсолютним майстер-класом дезкору» і «найкращою роботою гурту на сьогодні».
24 вересня 2022 року вийшов кліп на другий сингл з Suffer in Hell, «The Isnis». Це перше відео за участю Натана Пірсона, який наразі замінив Пабло Вівероса, поки той взяв перерву.

## Музичний стиль і впливи
Музичний стиль Chelsea Grin в основному описується як дезкор. Їх другий альбом, My Damnation, також демонструє вплив дум- і блек-металу на деякі пісні, з недолоневим приглушеним дисонуючим тремоло і темами пекла і прокляття. Крім того, в їхньому другому мініальбомі, Evolve, стало більш помітним використання технічних прийомів гри на гітарі завдяки приєднанню гітариста Джейсона Річардсона. В ньому гурт також почав включати деякі симфонічні та електронні елементи. Chelsea Grin називали такі гурти, як Suicide Silence, Whitechapel, Bury Your Dead, Emmure, American Me, Slayer, Megadeth, A Perfect Circle і Scars of Tomorrow, як такі, що вплинули на їхню творчість.
Chelsea Grin також ідентифікують себе як дезкор, і коли їх запитали в інтерв'ю про погляд гурту на лейбл, колишній гітарист Джейк Хармонд відповів: "Ми любимо розмахувати руками і ногами, як це роблять інші музиканти: «Всі люблять ляскати щелепою і висловлювати власну думку про те, як „соромно“ грати у гурті, який можна назвати „дезкором“, але, чесно кажучи, нам ніколи не було до цього діла».

## Учасники гурту
| Теперішні - Девід Флінн — бас-гітара (2009–сьогодні) - Пабло Віверос — ударні, вокал (2012–сьогодні) - Стівен Рутісхаузер — соло-гітара (2015–сьогодні, гастрольний учасник 2014—2015) - Том Барбер — вокал (2018–сьогодні) | ;Вийшли зі складу: - Остін Мартікорена — бас-гітара (2007—2008) - Кріс Кілборн — ритм-гітара (2007—2009) - Ендрю Карлстон — ударні (2007—2009, 2009—2012) - Майкл Стаффорд — соло-гітара, бек-вокал (2007—2011) - Дэвис Паг — бас-гітара (2008—2009), ритм-гітара (2009) - Корі Шіллінг — ударні (2009) - Джейсон Річардсон — соло-гітара, програмування (2011—2015) - Джейк Хармонд — ритм-гітара (2009—2018); бас-гітара (2008) - Ден Джонс — соло і ритм-гітара (2009—2018) - Алекс Келер — вокал (2007—2018) |

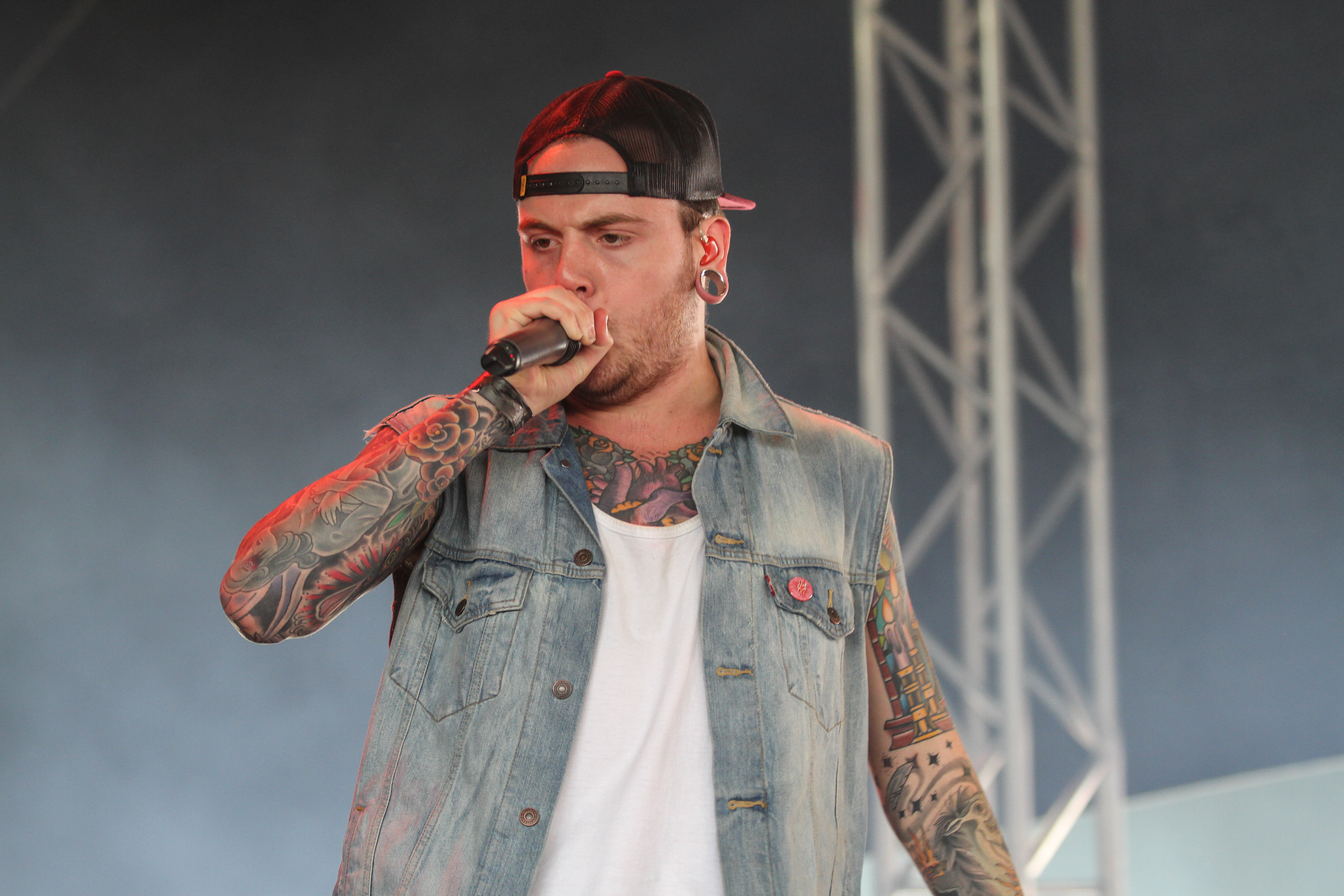
Алекс Коелер
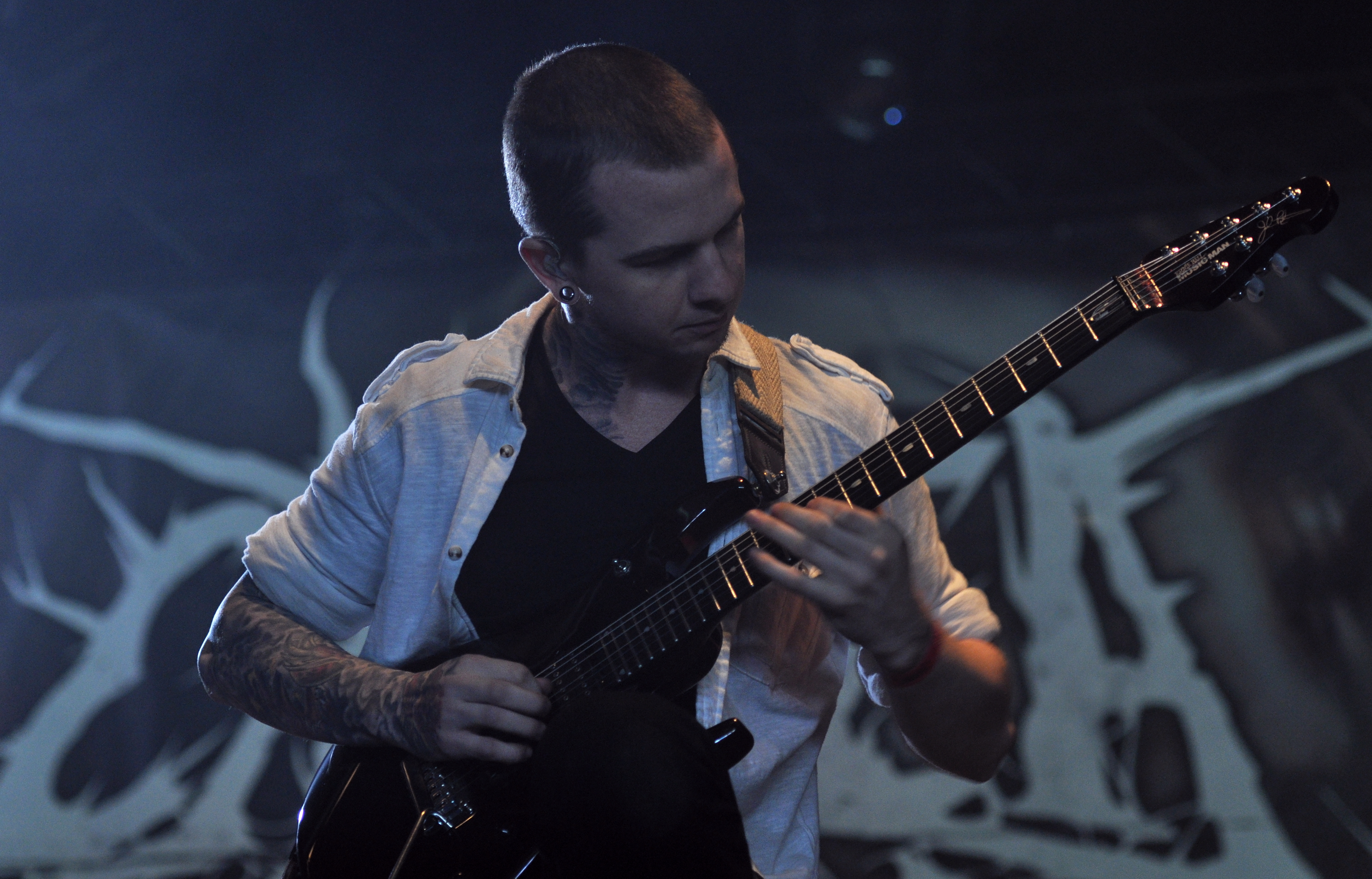
Джейсон Річардсон
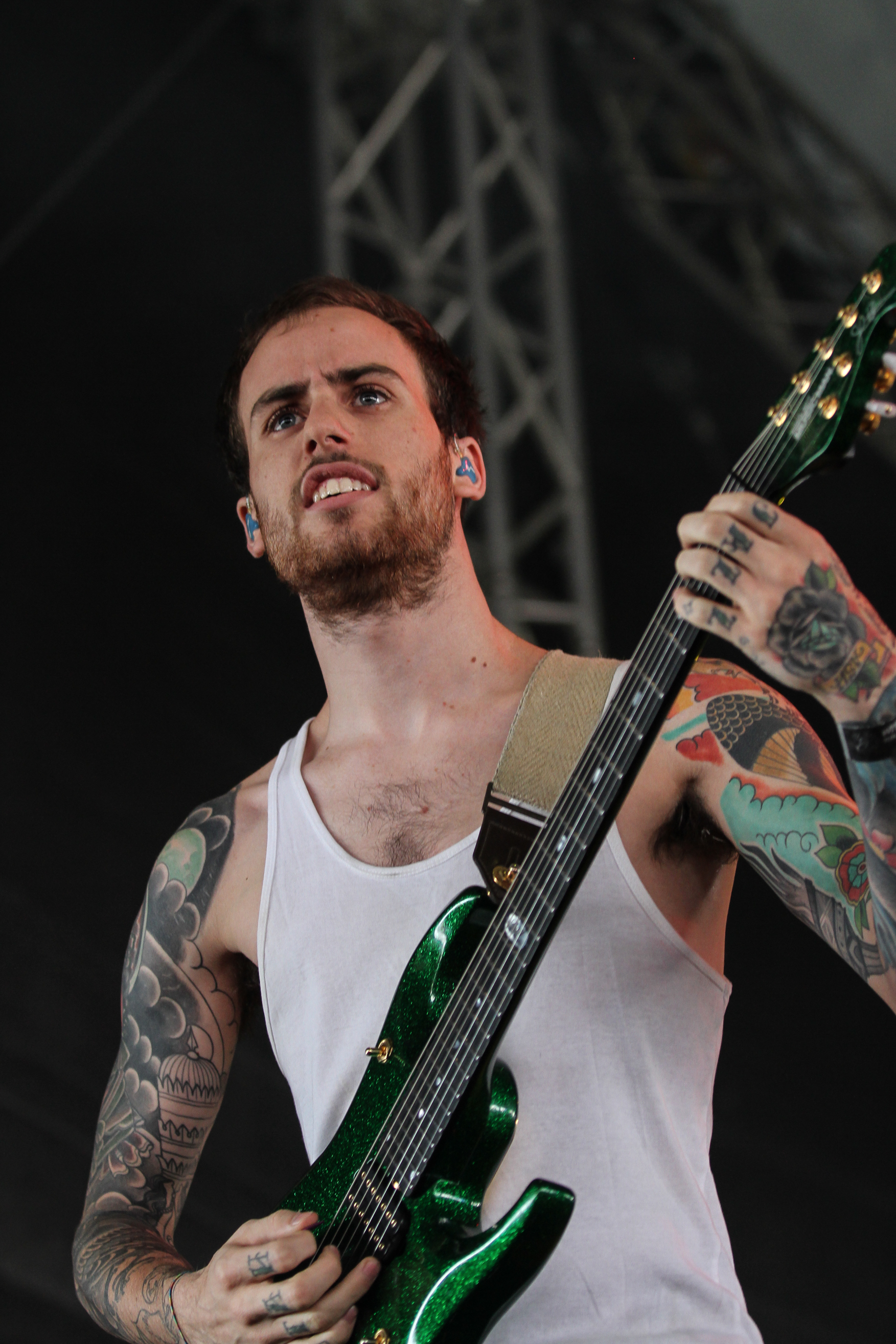
Джейк Хармонд
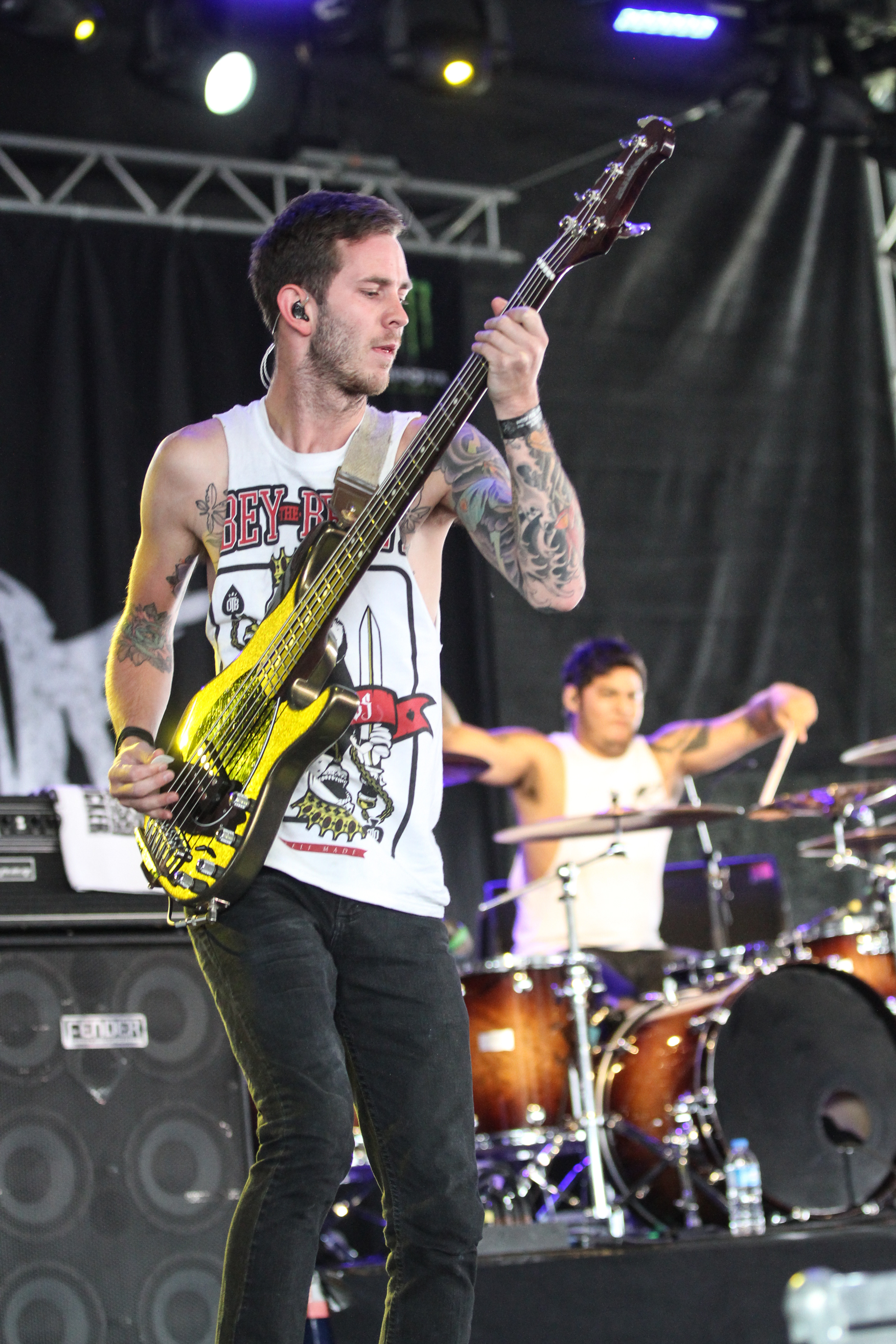
Девід Флінн
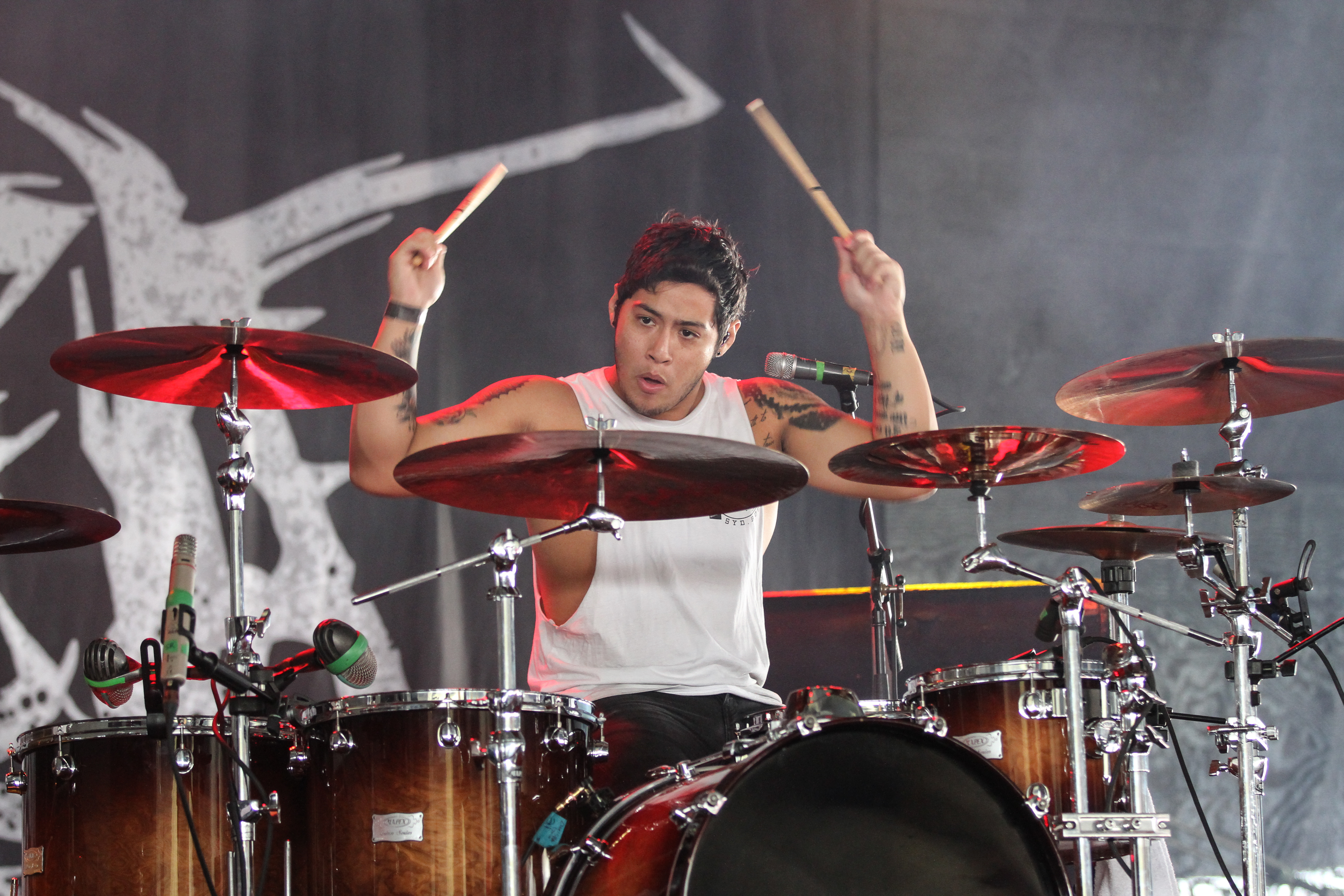
Пабло Віверос

## Дискографія

### Студійні альбоми
| Desolation of Eden                                                         | - Вийшов: 16 лютого 2010 - Лейбл: Artery - Формат: CD, доступний для завантаження              | —   | 21 | — | —  | —  |
| My Damnation                                                               | - Вийшов: 19 липня 2011 - Лейбл: Artery - Формат: CD, доступний для завантаження, вініл        | 64  | —  | 9 | 16 | 6  |
| Ashes to Ashes                                                             | - Вийшов: 8 липня 2014 - Лейбл: Artery - Формат: CD, доступний для завантаження, 2x LP (вініл) | 27  | —  | 3 | 8  | 4  |
| Self Inflicted                                                             | - Вийшов: 1 липня 2016 - Лейбл: Rise - Формат: CD, доступний для завантаження, вініл           | 105 | —  | 6 | 11 | 2  |
| Eternal Nightmare                                                          | - Вийшов: 13 липня 2018 - Лейбл: Rise - Формат: CD, доступний для завантаження, вініл          | 171 | —  | 6 | 39 | 13 |
| Suffer in Hell                                                             | - Вийшов: 11 листопада 2022 - Лейбл: ONErpm - Формат: CD, доступний для завантаження, вініл    | —   | —  | — | —  | —  |
| Suffer in Heaven                                                           | - Вийшов: 17 березня 2023 - Лейбл: ONErpm - Формат: CD, доступний для завантаження, вініл      | —   | —  | — | —  | —  |
| «—» показує запис, який не потрапив у чарти або не вийшов на цій території |                                                                                                |     |    |   |    |    |

### Мініальбоми
| Chelsea Grin         | - Реліз: 27 липня 2008 - Лейбл: Statik Factory - Формат: CD, доступний для скачування | —  | —  | —  | — |
| Evolve               | - Реліз: 19 червня 2012 - Лейбл: Artery - Формат: CD, доступний для скачування        | 62 | 13 | 27 | 4 |
| «—» Немає інформації |                                                                                       |    |    |    |   |

Відеографія

| Рік  | Назва                    | Режисер(и)                | З альбому          |
| ---- | ------------------------ | ------------------------- | ------------------ |
| 2010 | «Sonnet of the Wretched» | Стефан Андерсон           | Desolation of Eden |
| 2011 | «Recreant»               | Стефан Андерсон           | Desolation of Eden |
| 2011 | «My Damnation»           | Реймон Бутвісет           | My Damnation       |
| 2012 | «The Foolish One»        | Джеймс Шеррок             | My Damnation       |
| 2012 | «Don't Ask, Don't Tell»  | Стефан Андерсон           | Evolve             |
| 2014 | «Clockwork»              | Раян Шігі                 | Ashes to Ashes     |
| 2014 | «Playing with Fire»      | Раян Шігі                 | Ashes to Ashes     |
| 2016 | «Broken Bonds»           | Макс Мур                  | Self Inflicted     |
| 2018 | «Dead Rose»              | Брендон Барон, Сем Шапіро | Eternal Nightmare  |
| 2018 | «Hostage»                | Сем Шапіро                | Eternal Nightmare  |
| 2020 | «Blind Kings»            | Тім Бертон                |                    |
| 2022 | «Origin of Sin»          | Ерік ДіКарло              | Suffer in Hell     |
| 2022 | «The Isnis»              | Ерік ДіКарло              | Suffer in Hell     |
| 2022 | «Forever Bloom»          | Ерік ДіКарло              | Suffer in Hell     |
| 2023 | «Fathomless Maw»         | Ерік ДіКарло              | Suffer in Heaven   |